# Grand Prix automobile des États-Unis 1963
GP précédent GP suivant
Le Grand Prix des États-Unis 1963 (VIth United States Grand Prix), disputé sur le circuit de Watkins Glen le 6 octobre 1963, est la cent-dix-neuvième épreuve du championnat du monde de Formule 1 courue depuis 1950 et la huitième manche du championnat 1963.

## Contexte avant la course

### Le championnat du monde
Depuis 1961, la Formule 1 suit la réglementation 1 500 cm3 (dérivée de l'ancienne Formule 2 de la période 1957 à 1960). Initialement prévue pour une période de trois ans, la formule a été prolongée de deux années supplémentaires par la Commission sportive internationale, garantissant la stabilité technique jusqu'à fin 1965. La réglementation s'appuie sur les points suivants :
- interdiction des moteurs suralimentés
- cylindrée minimale : 1 300 cm3
- cylindrée maximale : 1 500 cm3
- poids minimal : 450 kg (à sec)
- double circuit de freinage obligatoire
- arceau de sécurité obligatoire (le haut du cerceau devant dépasser le casque du pilote)
- démarreur de bord obligatoire
- carburant commercial
- ravitaillement en huile interdit durant la course

La domination insolente exercée cette saison par Jim Clark et sa Lotus a permis au champion écossais, auteur de cinq victoires en sept courses, de s'approprier le titre mondial bien avant la dernière épreuve du calendrier. Seuls Graham Hill (sur BRM) et John Surtees (Ferrari) ont été en mesure de profiter des défaillances mécaniques de Clark, pour remporter chacun une manche du championnat ; c'est cependant le coéquipier de Hill, Richie Ginther, qui grâce à ses nombreuses places d'honneur tient la corde pour la place de dauphin.

### Le circuit

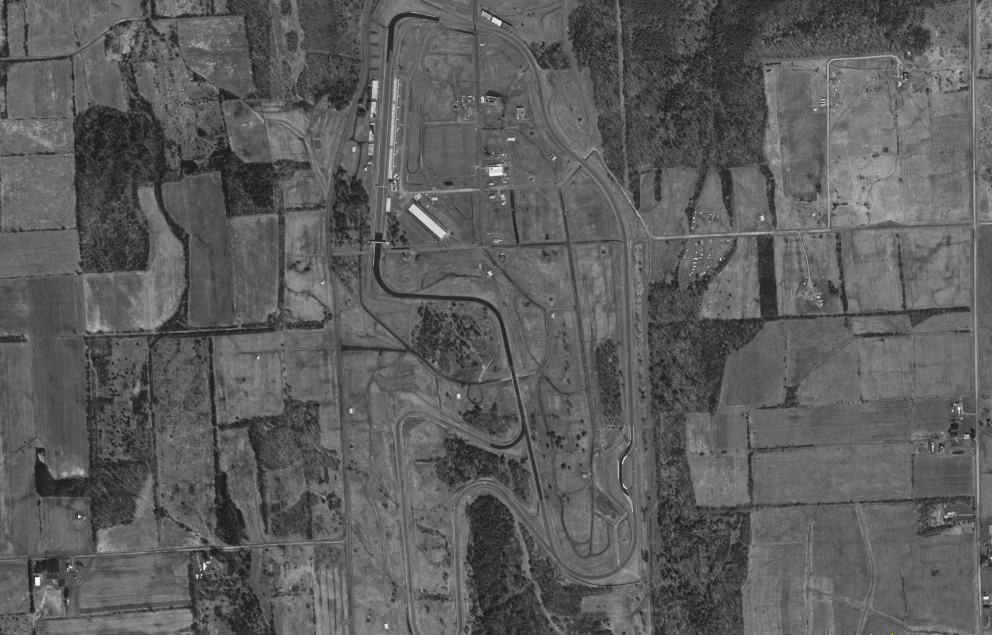
Vue aérienne du circuit de Watkins Glen, au sud du lac Seneca.

Créé en 1956 au sud du lac Seneca à l'initiative de l'avocat Cameron Argetsinger, passionné de compétition automobile, le circuit de Watkins Glen accueillit tout d'abord les courses nationales de voitures de sport (SCCA). Son tracé sinueux et son cadre attirant lui valent rapidement les faveurs du public et des pilotes. En 1961, il est retenu pour l'organisation du Grand Prix des États-Unis, dans le cadre du championnat du monde. Les concurrents pourront cette année disposer d'un grand garage couvert («Tech Center»), tout juste achevé. Le record officiel de la piste est détenu par Jim Clark, qui sur sa Lotus a parcouru les 2,3 miles (3,701 km) à la moyenne de 175,6 km/h lors de la précédente édition du Grand Prix.

## Monoplaces en lice
- BRM P57 "Usine"

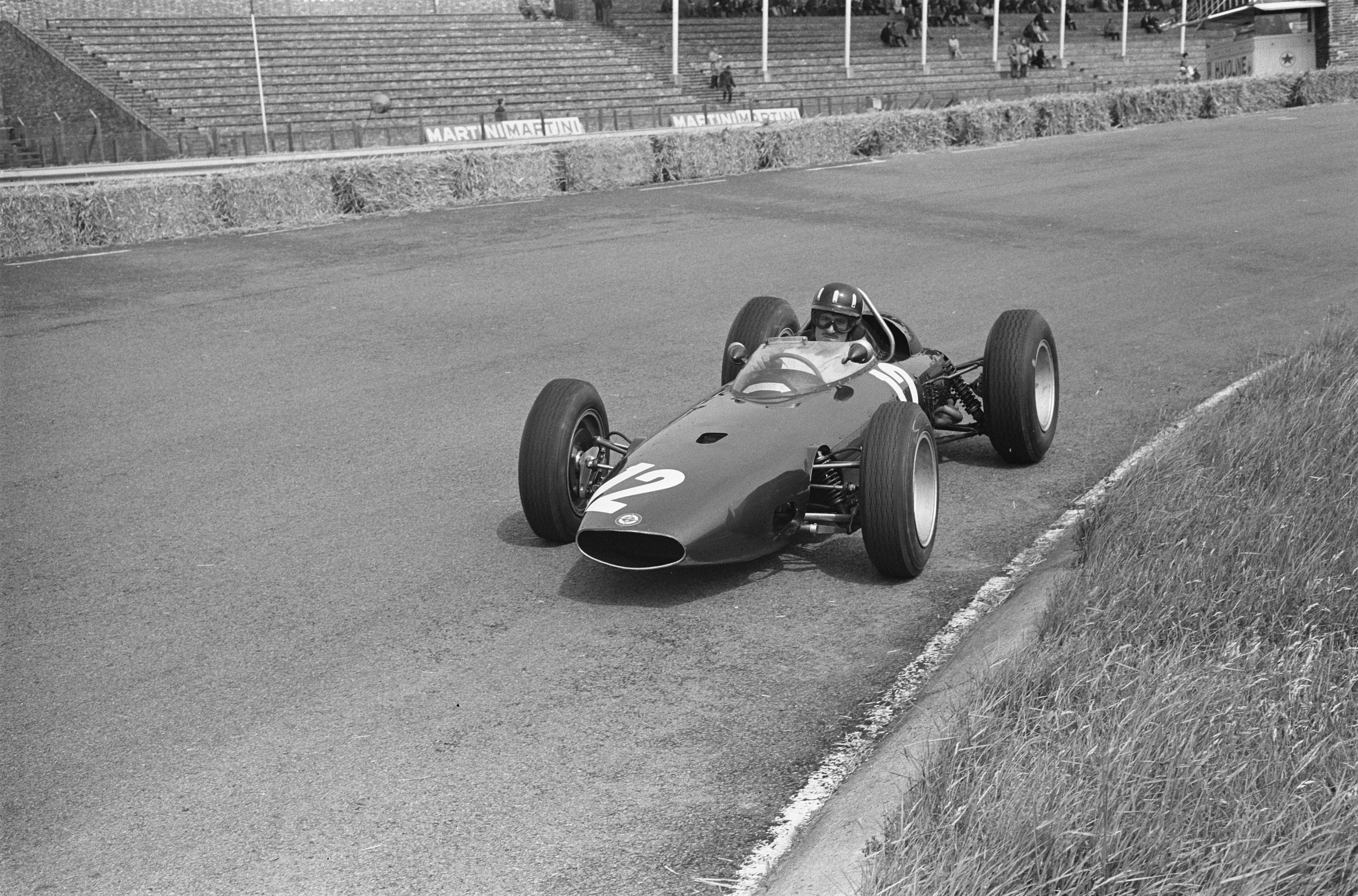
La BRM P57 de Graham Hill (vue ici à Zandvoort).

Jouant la sécurité, le constructeur de Bourne a laissé de côté sa récente P61 à structure semi-monocoque, jugée peu fiable, et engagé ses deux P57 de 1962 pour Graham Hill et Richie Ginther. Dotées d'un châssis multitubulaire, les P57 sont équipées d'un moteur V8 à injection indirecte Lucas développant 208 chevaux à 11000 tr/min, accouplé à une boîte de  vitesses à six rapports. Leur poids à vide est de 475 kilos.
- Lotus 25 "Usine"

Colin Chapman engage trois Lotus 25 à châssis monocoque pour Jim Clark, Trevor Taylor et Pedro Rodríguez, le jeune Mexicain effectuant sa première apparition en Grand Prix. Ces monoplaces de 455 kg font appel au moteur V8 Coventry Climax FWMV, Clark et Taylor disposant d'une version à injection (198 chevaux à 9500 tr/min) tandis que Rodríguez se contente d'une version à carburateurs (184 chevaux). Contrairement aux monoplaces de ses coéquipiers qui utilisent une boîte de vitesses ZF à cinq rapports, celle de Taylor est équipée d'une boîte cinq Hewland.
- Lotus 24 privées

Se réservant l'usage exclusif des modèles 25, le Team Lotus propose aux écuries et pilotes privés son modèle 24 à châssis multitubulaire (quatre fois moins rigide que la coque des 25), conçu pour recevoir le moteur V8 Climax ou le V8 BRM, l'usage de ce dernier, plus fiable, étant généralement préféré. L'équipe BRP engage une Lotus 24 pour Jim Hall, tandis que Reg Parnell en aligne deux pour Rodger Ward et Hap Sharp. Le pilote indépendant Jo Siffert pilote un modèle identique. Tous ont opté pour le moteur V8 BRM. La Lotus 24 de Walt Hansgen n'ayant pu être préparée à temps, le pilote américain a dû déclarer forfait.
- Cooper T66 "Usine"

Le constructeur de Surbiton engage deux T66 à moteur V8 Climax (à injection) pour Bruce McLaren et Tony Maggs. Ces monoplaces à châssis tubulaire, conçues par Owen Maddock, sont très proches techniquement des T60 de la saison précédente. Elles sont dotées d'une boîte de vitesses à six rapports réalisée en interne. Elles pèsent 460 kg à vide.
- Cooper privée

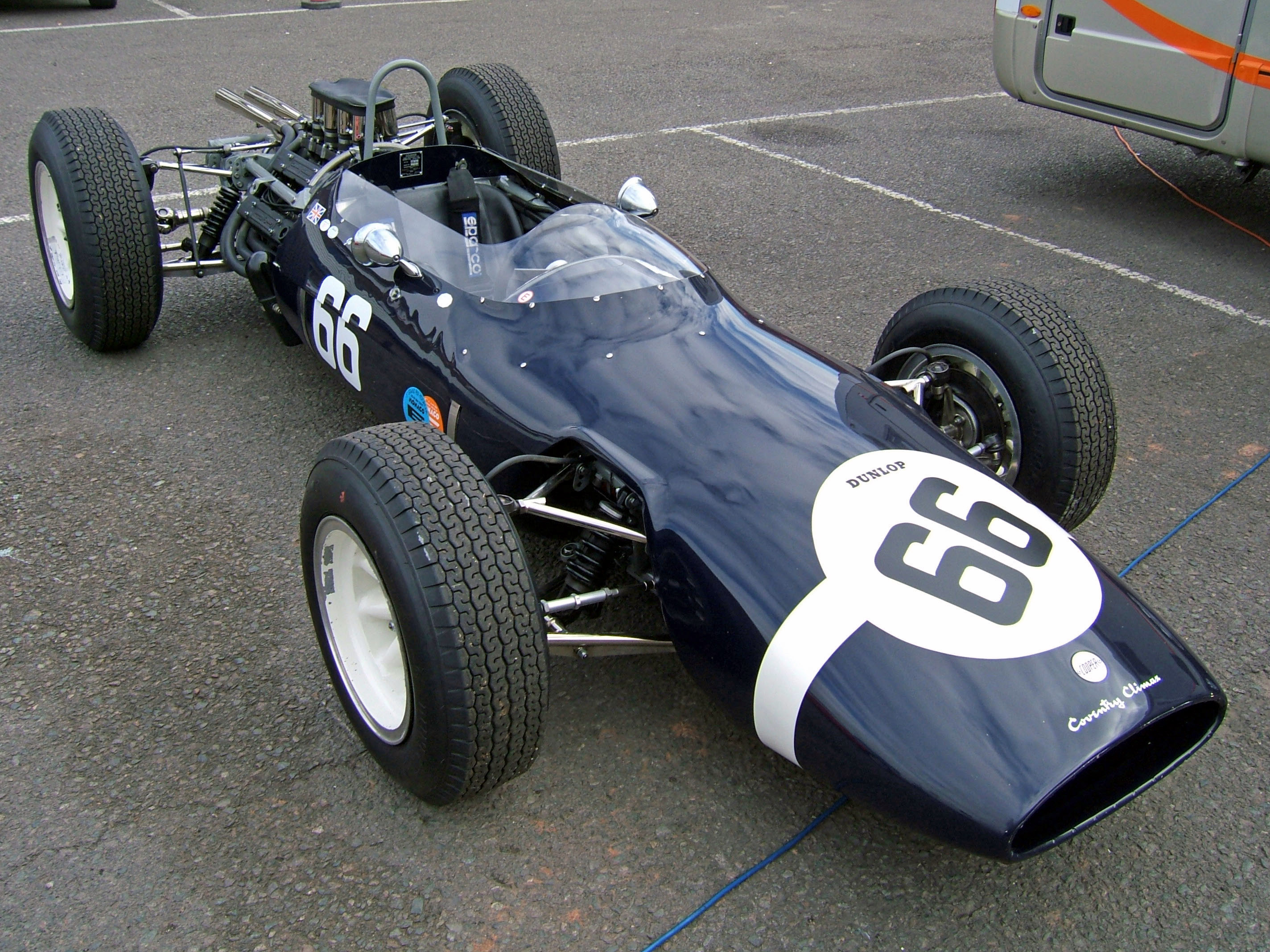
La Cooper T66 de Joakim Bonnier.

Rob Walker engage une T66 pour le Suédois Joakim Bonnier. Comme les Cooper officielles, elle est équipée d'un V8 Climax à injection, mais la transmission est assurée par une boîte Colotti à six rapports.
- Ferrari 156 "Usine"

Comme à Monza, John Surtees pilote la nouvelle 156 Aero à structure monocoque, une monoplace de 460 kg équipée d'un moteur V6 à injection directe Bosch délivrant 205 chevaux à 10500 tr/min et d'une boîte de vitesses à cinq rapports. Une seule monoplace de ce type étant disponible, Lorenzo Bandini est au volant d'une 156-63, à châssis tubulaire. Pesant 480 kg, la 156-63 est également dotée du V6 à injection et de la boîte cinq. La Scuderia Ferrari a préparé une seconde 156-63, comme voiture de réserve.
- Brabham BT7 "Usine"

Le pilote-constructeur Jack Brabham et son coéquipier Dan Gurney disposent de leurs habituelles BT7 à moteur V8 Climax à injection et boîte cinq vitesses Hewland. Ces monoplaces à châssis tubulaire pèsent 470 kg à vide.
- BRP MK1 "Usine"

Innes Ireland devait conduire son habituelle BRP Mk1 à moteur V8 BRM, mais le pilote écossais s'est blessé une semaine auparavant lors des essais du North-West Grand Prix, près de Seattle, au volant de sa Lotus 19 ; grièvement blessé à la hanche, il est indisponible pour trois mois.
- ATS 100 "Usine"

L'équipe Automobili Turismo e Sport aligne ses deux ATS 100 à châssis multitubulaire pour Phil Hill et Giancarlo Baghetti. Ces monoplaces de 460 kg sont équipées d'un moteur V8 à carburateurs, d'une puissance de l'ordre de 190 chevaux, et d'une boîte Colotti à six rapports.
- Lola Mk4

Accidenté à Monza, Chris Amon n'est pas rétabli et c'est Masten Gregory qui le remplace au volant de la Lola Mk4A engagée par Reg Parnell. Cette voiture de 490 kg à châssis multitubulaire dispose d'un moteur V8 Climax à injection accouplé à une boîte de vitesses Colotti à six rapports.
- Porsche 718

Carel Godin de Beaufort pilote son habituelle Porsche 718 à moteur quatre cylindres à plat refroidi par air, d'une puissance de l'ordre de 165 chevaux.
- Stebro

Le pilote canadien Peter Broeker a reçu l'autorisation de participer au volant de la Stebro Mk4 avec laquelle il dispute habituellement les courses de Formule Junior. Pour la circonstance, elle est équipée d'un moteur quatre cylindres Ford alimenté par deux carburateurs Weber et développant à peine plus de 110 chevaux.

## Coureurs inscrits
| no | Pilote                  | Écurie                      | Constructeur | Modèle           | N° châssis | Moteur                       | Pneumatiques | Commentaire                                 |
| -- | ----------------------- | --------------------------- | ------------ | ---------------- | ---------- | ---------------------------- | ------------ | ------------------------------------------- |
| 1  | Graham Hill             | Owen Racing Organisation    | BRM          | BRM P57          | 5785       | BRM P56 V8                   | D            |                                             |
| 2  | Richie Ginther          | Owen Racing Organisation    | BRM          | BRM P57          | 5784       | BRM P56 V8                   | D            |                                             |
| 3  | Bruce McLaren           | Cooper Car Company          | Cooper       | Cooper T66       | F1-6-63    | Coventry Climax FWMV MkII V8 | D            |                                             |
| 4  | Tony Maggs              | Cooper Car Company          | Cooper       | Cooper T66       | F1-5-63    | Coventry Climax FWMV MkII V8 | D            |                                             |
| 5  | Jack Brabham            | Brabham Racing Organisation | Brabham      | Brabham BT7      | F1-2-63    | Coventry Climax FWMV MkII V8 | D            |                                             |
| 6  | Dan Gurney              | Brabham Racing Organisation | Brabham      | Brabham BT7      | F1-1-63    | Coventry Climax FWMV MkII V8 | D            |                                             |
| 7  | Walt Hansgen            | Privé                       | Lotus        | Lotus 24         |            | BRM P56 V8                   | D            | forfait                                     |
| 8  | Jim Clark               | Team Lotus                  | Lotus        | Lotus 25         | 25 R4      | Coventry Climax FWMV MkII V8 | D            |                                             |
| 9  | Trevor Taylor           | Team Lotus                  | Lotus        | Lotus 25         | 25 R6      | Coventry Climax FWMV MkII V8 | D            |                                             |
| 10 | Pedro Rodríguez         | Team Lotus                  | Lotus        | Lotus 25         | 25 R3      | Coventry Climax FWMV MkI V8  | D            |                                             |
| 11 | Joakim Bonnier          | Rob Walker Racing Team      | Cooper       | Cooper T66       | F1-2-63    | Coventry Climax FWMV MkII V8 | D            |                                             |
| 12 | Carel Godin de Beaufort | Ecurie Maarsbergen          | Porsche      | Porsche 718      | 718-201    | Porsche 547/3 F4             | D            |                                             |
| 14 | Joseph Siffert          | Siffert Racing Team         | Lotus        | Lotus 24         | 24-950     | BRM P56 V8                   | D            |                                             |
| 15 | Innes Ireland           | British Racing Partnership  | BRP          | BRP MkI          | BRP/1-63   | BRM P56 V8                   | D            | forfait                                     |
| 16 | Jim Hall                | British Racing Partnership  | Lotus        | Lotus 24         | 24-944     | BRM P56 V8                   | D            |                                             |
| 17 | Masten Gregory          | Reg Parnell Racing          | Lola         | Lola Mk4A        | BRGP-43    | Coventry Climax FWMV MkII V8 | D            |                                             |
| 18 | Rodger Ward             | Reg Parnell Racing          | Lotus        | Lotus 24         | 24 P1      | BRM P56 V8                   | D            |                                             |
| 21 | Peter Broeker           | Canadian Stebro racing      | Stebro       | Stebro MkIV      |            | Ford 109E L4                 | D            |                                             |
| 22 | Hap Sharp               | Reg Parnell Racing          | Lotus        | Lotus 24         | 24-940     | BRM P56 V8                   | D            |                                             |
| 23 | John Surtees            | SpA Ferrari SEFAC           | Ferrari      | Ferrari 156 Aero | 156/0004   | Ferrari 178 V6 (120°)        | D            | voiture accidentée aux essais               |
| 23 | John Surtees            | SpA Ferrari SEFAC           | Ferrari      | Ferrari 156-63   | 156/0003   | Ferrari 178 V6 (120°)        | D            | voiture de réserve, utilisée pour la course |
| 24 | Lorenzo Bandini         | SpA Ferrari SEFAC           | Ferrari      | Ferrari 156-63   | 156/0002   | Ferrari 178 V6 (120°)        | D            |                                             |
| 25 | Phil Hill               | Automobili Turismo e Sport  | ATS          | ATS 100          | 100-01     | ATS V8                       | D            |                                             |
| 26 | Giancarlo Baghetti      | Automobili Turismo e Sport  | ATS          | ATS 100          | 100-02     | ATS V8                       | D            |                                             |

## Qualifications
Deux séances qualificatives sont programmées, le vendredi après-midi et le samedi précédant la course.

### Première séance - vendredi 4 octobre

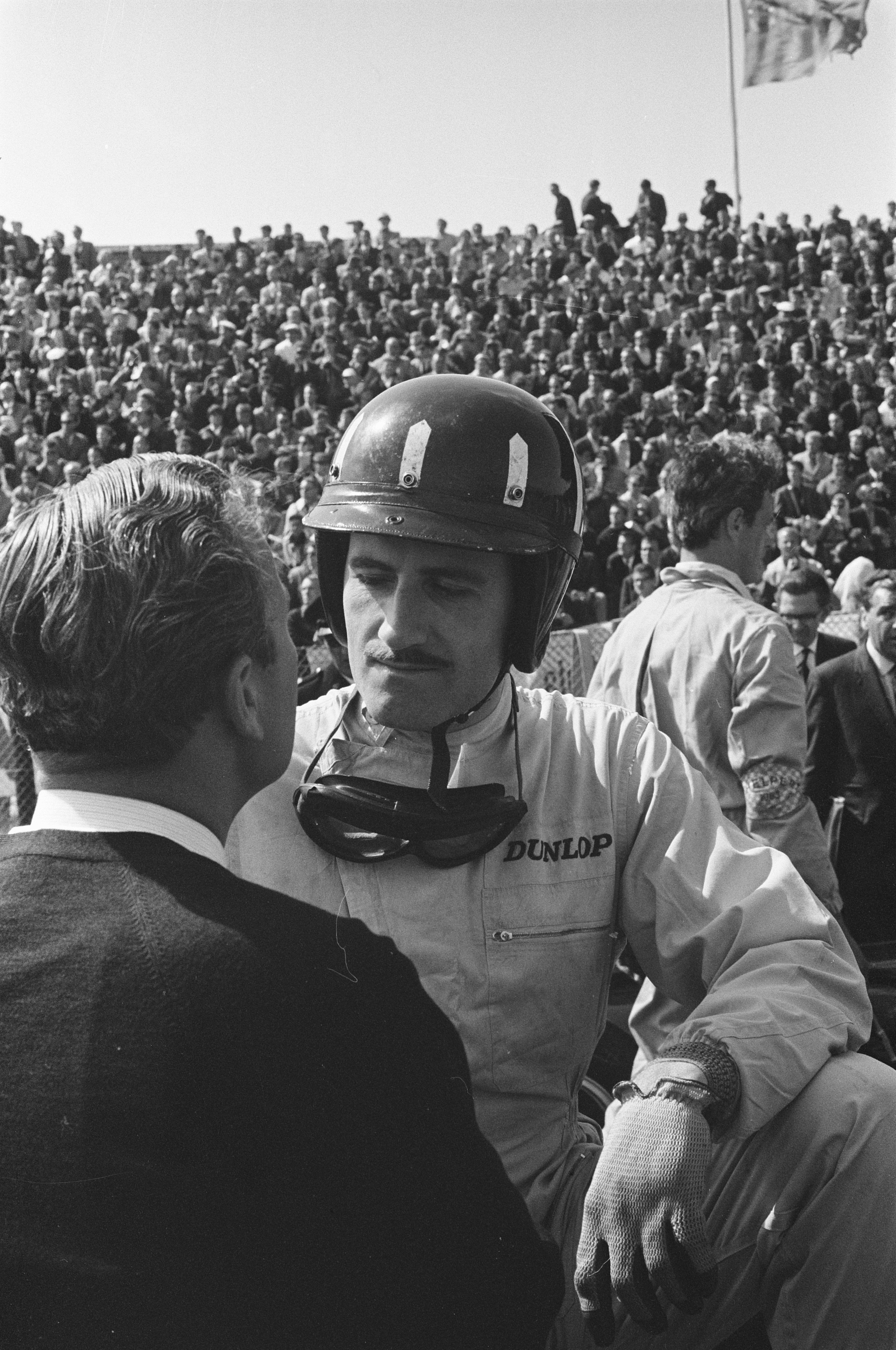
Sur son ancienne BRM, Graham Hill s'est montré le plus rapide de la première journée d'essais.

La température est basse lorsque commence la première séance, le vendredi après-midi. Parmi les premiers en piste, Jim Clark a tôt fait d'égaler le record du tour, au volant de sa Lotus. Dan Gurney, sur sa Brabham, et John Surtees, sur la nouvelle Ferrari, se montrent presque aussi rapides que le nouveau champion du monde, alors que Graham Hill et Richie Ginther sont un peu en retrait, les rapports de boîte de leurs BRM n'étant pas adaptés au circuit. Le problème sera corrigé en fin de séance, et dans les dernières minutes Hill s'octroie le meilleur temps à 181,5 km/h de moyenne, Clark et Surtees échouant de peu derrière le champion du monde 1962.
| Pos. | Pilote                  | Écurie         | Temps        | Écart    |
| ---- | ----------------------- | -------------- | ------------ | -------- |
| 1    | Graham Hill             | BRM            | 1 min 13 s 4 |          |
| 2    | Jim Clark               | Lotus-Climax   | 1 min 13 s 5 | + 0 s 1  |
| 3    | John Surtees            | Ferrari        | 1 min 13 s 6 | + 0 s 2  |
| 4    | Richie Ginther          | BRM            | 1 min 14 s 0 | + 0 s 6  |
| 5    | Jack Brabham            | Brabham-Climax | 1 min 14 s 3 | + 0 s 9  |
| 6    | Dan Gurney              | Brabham-Climax | 1 min 15 s 5 | + 2 s 1  |
| 7    | Masten Gregory          | Lola-Climax    | 1 min 15 s 6 | + 2 s 2  |
| 8    | Trevor Taylor           | Lotus-Climax   | 1 min 15 s 6 | + 2 s 2  |
| 9    | Lorenzo Bandini         | Ferrari        | 1 min 15 s 8 | + 2 s 4  |
| 10   | Bruce McLaren           | Cooper-Climax  | 1 min 15 s 9 | + 2 s 5  |
| 11   | Tony Maggs              | Cooper-Climax  | 1 min 16 s 4 | + 3 s 0  |
| 12   | Joakim Bonnier          | Cooper-Climax  | 1 min 16 s 4 | + 3 s 0  |
| 13   | Phil Hill               | ATS            | 1 min 17 s 1 | + 3 s 7  |
| 14   | Pedro Rodríguez         | Lotus-Climax   | 1 min 17 s 5 | + 4 s 1  |
| 15   | Jo Siffert              | Lotus-BRM      | 1 min 18 s 4 | + 5 s 0  |
| 16   | Jim Hall                | Lotus-BRM      | 1 min 18 s 5 | + 5 s 1  |
| 17   | Rodger Ward             | Lotus-BRM      | 1 min 19 s 2 | + 5 s 8  |
| 18   | Giancarlo Baghetti      | ATS            | 1 min 25 s 2 | + 11 s 8 |
| 19   | Hap Sharp               | Lotus-BRM      | 1 min 28 s 5 | + 15 s 1 |
| 20   | Peter Broeker           | Stebro-Ford    | 1 min 28 s 6 | + 15 s 2 |
| 21   | Carel Godin de Beaufort | Porsche        | 1 min 46 s 8 | + 33 s 4 |

### Deuxième séance - samedi 5 octobre
La deuxième session qualificative se déroule le samedi, entre onze heures et seize heures. Il fait un peu plus chaud que la veille. Parmi les premiers en piste, Graham Hill réalise le meilleur temps de la matinée, n'améliorant cependant pas sa performance de la veille. Quelques tours effectués par la Stebro de Peter Broeker vont alors rendre le circuit impraticable, la monoplace canadienne jonchant la piste d'huile. Après une interruption d'une demi-heure durant laquelle les organisateurs nettoient les portions les plus polluées, les essais peuvent reprendre mais l'adhérence n'est plus optimale et bien peu de pilotes parviendront à améliorer leurs chronos. Victime d'un bris de suspension sur sa Ferrari monocoque, Surtees a été contraint de se rabattre sur le mulet, avec lequel il va réaliser le meilleur chrono de la journée, égalant presque le temps qu'il avait effectué le vendredi, qui lui permet de conserver une place en seconde ligne, derrière Hill et Clark.

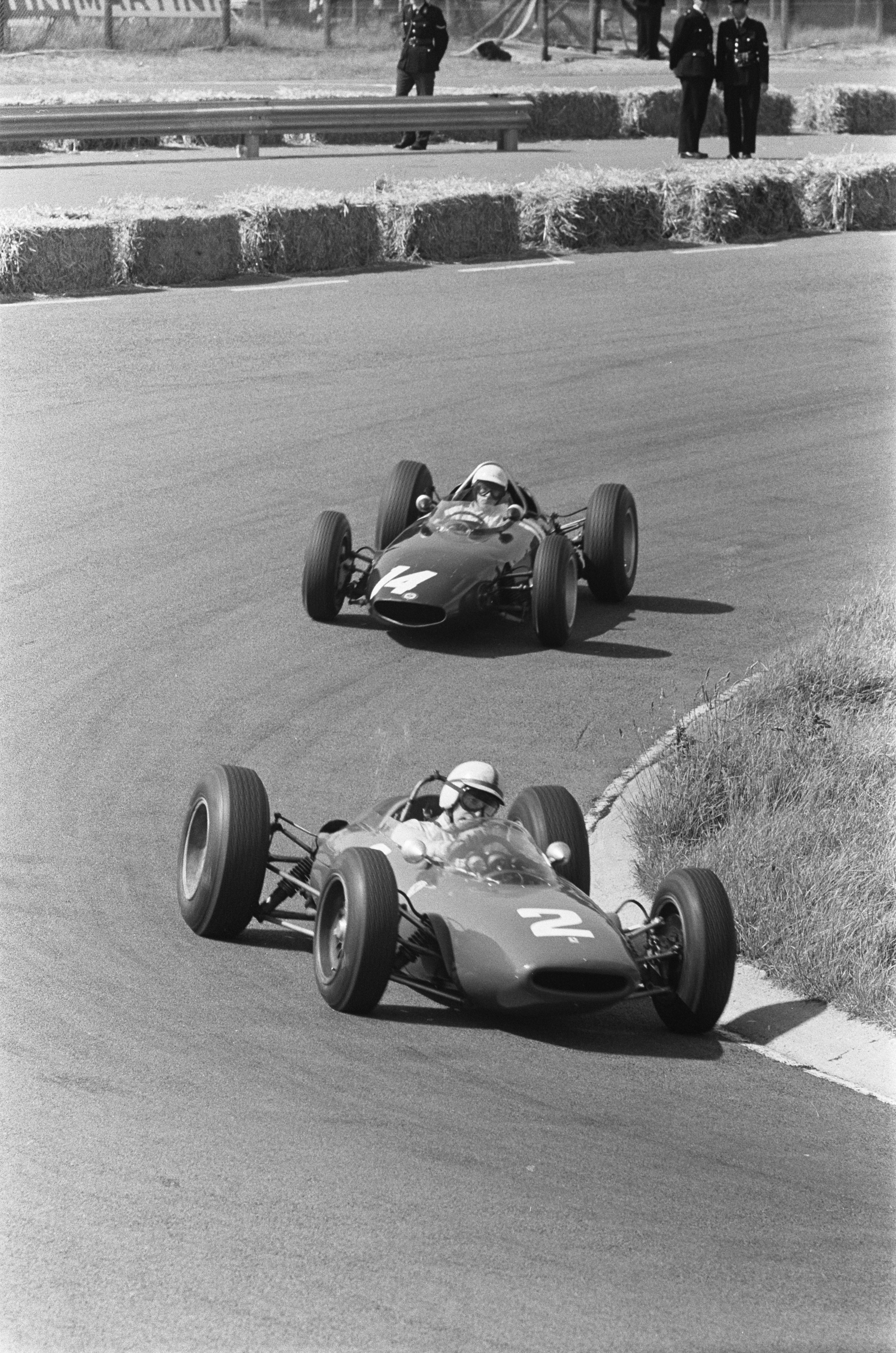
Surtees et sa Ferrari 156-63, vus ici à Zandvoort en début de saison. Le pilote britannique s'est brillamment requalifié sur cette monoplace de réserve après l'incident survenu sur la nouvelle Ferrari Aero.

| Pos. | Pilote                  | Écurie         | Temps        | Écart    |
| ---- | ----------------------- | -------------- | ------------ | -------- |
| 1    | John Surtees            | Ferrari        | 1 min 13 s 7 |          |
| 2    | Jim Clark               | Lotus-Climax   | 1 min 13 s 9 | + 0 s 2  |
| 3    | Graham Hill             | BRM            | 1 min 14 s 0 | + 0 s 3  |
| 4    | Richie Ginther          | BRM            | 1 min 14 s 2 | + 0 s 5  |
| 5    | Jack Brabham            | Brabham-Climax | 1 min 14 s 2 | + 0 s 5  |
| 6    | Dan Gurney              | Brabham-Climax | 1 min 14 s 5 | + 0 s 8  |
| 7    | Tony Maggs              | Cooper-Climax  | 1 min 15 s 8 | + 2 s 1  |
| 8    | Trevor Taylor           | Lotus-Climax   | 1 min 16 s 1 | + 2 s 4  |
| 9    | Lorenzo Bandini         | Ferrari        | 1 min 16 s 3 | + 2 s 6  |
| 10   | Joakim Bonnier          | Cooper-Climax  | 1 min 16 s 3 | + 2 s 6  |
| 11   | Pedro Rodríguez         | Lotus-Climax   | 1 min 16 s 5 | + 2 s 8  |
| 12   | Jo Siffert              | Lotus-BRM      | 1 min 16 s 5 | + 2 s 8  |
| 13   | Bruce McLaren           | Cooper-Climax  | 1 min 17 s 1 | + 3 s 4  |
| 14   | Jim Hall                | Lotus-BRM      | 1 min 17 s 7 | + 4 s 0  |
| 15   | Masten Gregory          | Lola-Climax    | 1 min 19 s 0 | + 5 s 3  |
| 16   | Phil Hill               | ATS            | 1 min 19 s 6 | + 5 s 9  |
| 17   | Hap Sharp               | Lotus-BRM      | 1 min 20 s 0 | + 6 s 3  |
| 18   | Carel Godin de Beaufort | Porsche        | 1 min 22 s 3 | + 8 s 6  |
| 19   | Giancarlo Baghetti      | ATS            | 1 min 28 s 7 | + 15 s 0 |
| 20   | Peter Broeker           | Stebro-Ford    | 1 min 28 s 9 | + 15 s 2 |

### Tableau final des qualifications
| Pos. | Pilote                  | Écurie         | Temps        | Écart    | Commentaire               |
| ---- | ----------------------- | -------------- | ------------ | -------- | ------------------------- |
| 1    | Graham Hill             | BRM            | 1 min 13 s 4 |          | temps réalisé le vendredi |
| 2    | Jim Clark               | Lotus-Climax   | 1 min 13 s 5 | + 0 s 1  | temps réalisé le vendredi |
| 3    | John Surtees            | Ferrari        | 1 min 13 s 7 | + 0 s 3  | temps réalisé le samedi   |
| 4    | Richie Ginther          | BRM            | 1 min 14 s 0 | + 0 s 6  | temps réalisé le vendredi |
| 5    | Jack Brabham            | Brabham-Climax | 1 min 14 s 3 | + 0 s 9  | temps réalisé le vendredi |
| 6    | Dan Gurney              | Brabham-Climax | 1 min 14 s 5 | + 1 s 1  | temps réalisé le samedi   |
| 7    | Masten Gregory          | Lola-Climax    | 1 min 15 s 6 | + 2 s 2  | temps réalisé le vendredi |
| 8    | Trevor Taylor           | Lotus-Climax   | 1 min 15 s 6 | + 2 s 2  | temps réalisé le vendredi |
| 9    | Lorenzo Bandini         | Ferrari        | 1 min 15 s 8 | + 2 s 4  | temps réalisé le vendredi |
| 10   | Tony Maggs              | Cooper-Climax  | 1 min 15 s 8 | + 2 s 4  | temps réalisé le samedi   |
| 11   | Bruce McLaren           | Cooper-Climax  | 1 min 15 s 9 | + 2 s 5  | temps réalisé le vendredi |
| 12   | Joakim Bonnier          | Cooper-Climax  | 1 min 16 s 3 | + 2 s 9  | temps réalisé le samedi   |
| 13   | Pedro Rodríguez         | Lotus-Climax   | 1 min 16 s 5 | + 3 s 1  | temps réalisé le samedi   |
| 14   | Jo Siffert              | Lotus-BRM      | 1 min 16 s 5 | + 3 s 1  | temps réalisé le samedi   |
| 15   | Phil Hill               | ATS            | 1 min 17 s 1 | + 3 s 7  | temps réalisé le vendredi |
| 16   | Jim Hall                | Lotus-BRM      | 1 min 17 s 7 | + 4 s 3  | temps réalisé le samedi   |
| 17   | Rodger Ward             | Lotus-BRM      | 1 min 19 s 2 | + 5 s 8  | temps réalisé le vendredi |
| 18   | Hap Sharp               | Lotus-BRM      | 1 min 20 s 0 | + 6 s 6  | temps réalisé le samedi   |
| 19   | Carel Godin de Beaufort | Porsche        | 1 min 22 s 3 | + 8 s 9  | temps réalisé le samedi   |
| 20   | Giancarlo Baghetti      | ATS            | 1 min 25 s 2 | + 11 s 8 | temps réalisé le vendredi |
| 21   | Peter Broeker           | Stebro-Ford    | 1 min 28 s 6 | + 15 s 2 | temps réalisé le vendredi |

## Grille de départ
| 1re ligne |                             | Pos. 2                      |                               | Pos. 1                       |
|           |                             | Clark Lotus 1 min 13 s 5    |                               | G. Hill BRM 1 min 13 s 4     |
| 2e ligne  | Pos. 4                      |                             | Pos. 3                        |                              |
|           | Ginther BRM 1 min 14 s 0    |                             | Surtees Ferrari 1 min 13 s 7  |                              |
| 3e ligne  |                             | Pos. 6                      |                               | Pos. 5                       |
|           |                             | Gurney Brabham 1 min 14 s 5 |                               | Brabham 1 min 14 s 2         |
| 4e ligne  | Pos. 8                      |                             | Pos. 7                        |                              |
|           | Gregory Lola 1 min 15 s 6   |                             | Taylor Lotus 1 min 15 s 6     |                              |
| 5e ligne  |                             | Pos. 10                     |                               | Pos. 9                       |
|           |                             | Maggs Cooper 1 min 15 s 8   |                               | Bandini Ferrari 1 min 15 s 8 |
| 6e ligne  | Pos. 12                     |                             | Pos. 11                       |                              |
|           | Bonnier Cooper 1 min 16 s 3 |                             | McLaren Cooper 1 min 15 s 9   |                              |
| 7e ligne  |                             | Pos. 14                     |                               | Pos. 13                      |
|           |                             | Siffert Lotus 1 min 16 s 5  |                               | Rodríguez Lotus 1 min 16 s 5 |
| 8e ligne  | Pos. 16                     |                             | Pos. 15                       |                              |
|           | Hall Lotus 1 min 17 s 7     |                             | P. Hill ATS 1 min 17 s 1      |                              |
| 9e ligne  |                             | Pos. 18                     |                               | Pos. 17                      |
|           |                             | Sharp Lotus 1 min 20 s 0    |                               | Ward Lotus 1 min 19 s 2      |
| 10e ligne | Pos. 20                     |                             | Pos. 19                       |                              |
|           | Baghetti ATS 1 min 25 s 2   |                             | Beaufort Porsche 1 min 22 s 3 |                              |
| 11e ligne |                             | Pos. 21                     |                               |                              |
|           |                             | Broeker Stebro 1 min 28 s 6 |                               |                              |

## Déroulement de la course
Le départ est donné le dimanche à quatorze heures, sous un chaud soleil, devant soixante-cinq mille spectateurs. Les pilotes s'élancent de la pré-grille, roulant lentement vers le préposé au drapeau, sauf Jim Clark qui n'a pu démarrer le moteur de sa Lotus à cause d'un problème de démarreur. Le nouveau champion du monde ne pourra s'élancer qu'après intervention de ses mécaniciens, qui vont remplacer sa batterie, et partira avec plus d'un tour de retard sur le reste de la meute. Les deux BRM de Graham Hill et Richie Ginther ont pris le commandement de la course, juste devant la Ferrari de John Surtees et la Brabham de Dan Gurney. Les quatre premiers se détachent rapidement du reste de peloton, emmené par la Cooper de Tony Maggs. Après un départ moyen, Jack Brabham remonte bientôt à la cinquième place et se joint au groupe de tête, derrière son coéquipier Gurney. Blotti dans les roues de Ginther, Surtees finit par le passer au cours du cinquième tour, avant de s'emparer du commandement au septième. Gurney, qui vient de dépasser Ginther, se rapproche alors rapidement de Hill, qu'il double au dixième tour. Les cinq premiers sont groupés en quelques secondes, ayant nettement distancé Maggs, qui est talonné par la Lola de Masten Gregory, la Lotus de Pedro Rodríguez et la Cooper de Bruce McLaren. Malgré quelques dysfonctionnements de sa pompe à essence, Clark est déjà remonté en quinzième position. Gurney tente quelques attaques sur Surtees, sans parvenir à le déborder, Hill, troisième, restant au contact des deux voitures de tête. Au quinzième tour, les trois hommes sont toujours groupés en moins d'une seconde et demie, quelques longueurs devant Ginther et Brabham qui bataillent pour la quatrième place, le pilote australien parvenant bientôt à prendre l'avantage sur l'Américain. Hill est revenu dans les roues de Gurney, qu'il dépasse peu après. Au vingtième tour, Surtees a légèrement décroché ses adversaires, menant la course avec près de deux secondes d'avance sur Hill, le pilote BRM comptant lui-même une seconde et demie d'avance sur Gurney. Brabham et Ginther ne sont pas loin, tandis que c'est maintenant Rodríguez qui occupe la sixième place, précédant de peu McLaren et Maggs, à une demi-minute de la Ferrari de tête. Le moteur de Clark semble maintenant tourner rond et le pilote écossais continue à regagner du terrain.
Si l'écart entre les deux premiers reste constant, Gurney, troisième, se montre moins menaçant. À quelque distance derrière lui, Ginther revient dans les roues de Brabham et, au vingt-quatrième tour, lui reprend la quatrième place et s'en détache progressivement. Malgré un moteur plus performant que celui de la BRM, Surtees ne parvient pas à distancer Hill ; profitant de l'aspiration, celui-ci parvient à se porter brièvement en tête, à deux reprises, mais Surtees reprend vite le contrôle de la course. Au quarantième tour, Clark et Hill, séparés d'une seconde, ont accentué leur avance sur Gurney. L'Américain compte une dizaine de secondes d'avance sur son compatriote Ginther, Brabham venant cinq secondes plus loin. Après l'abandon de Rodríguez sur casse moteur, McLaren et Maggs pointent aux sixième et septième rangs, à plus d'une minute de Surtees, tandis que Clark, remonté à la dixième place, se rapproche rapidement de la Ferrari de Lorenzo Bandini et de la Cooper de Joakim Bonnier. Le pilote écossais va les dépasser coup sur coup quelques boucles plus tard et, profite des abandons successifs de Gurney (châssis fissuré) et de Maggs (allumage défaillant) pour prendre la sixième place. Peu avant la mi-course, la barre anti-roulis de la BRM de Hill casse soudainement. Le champion britannique évite de peu la sortie de piste et perd quelques secondes sur Surtees. Il va toutefois parvenir, malgré le comportement délicat de sa monoplace, à ne pas se laisser distancer. Au soixantième tour, son retard se limite à quatre secondes, alors que Ginther, troisième, est désormais à plus d'une demi-minute. Brabham est beaucoup plus loin, tandis que Clark, après avoir battu à plusieurs reprises le record du circuit, a débordé McLaren. Ignorant les problèmes de Hill, Surtees maintient un rythme très rapide, que son adversaire ne peut soutenir. À trente tours de la fin, il a porté son avance à près de quinze secondes ; il semble avoir course gagnée quand un piston fondu le force à regagner son stand sur cinq cylindres pour abandonner. Hill se retrouve en tête avec une très confortable avance sur son coéquipier Ginther. Clark, qui vient de dépasser Brabham (en proie à des problèmes d'alimentation d'essence), est maintenant troisième, les deux hommes comptant un tour de retard. Le classement n'évoluera plus jusqu'à l'arrivée, Hill mettant fin à une longue période de malchance en remportant sa deuxième victoire de la saison, Ginther assurant le doublé pour BRM.

### Classements intermédiaires
Classements intermédiaires des monoplaces aux premier, troisième, cinquième, huitième, dixième, quinzième, vingtième, trentième, quarantième, cinquantième, soixantième, quatre-vingtième et centième tours,.

### Classement de la course

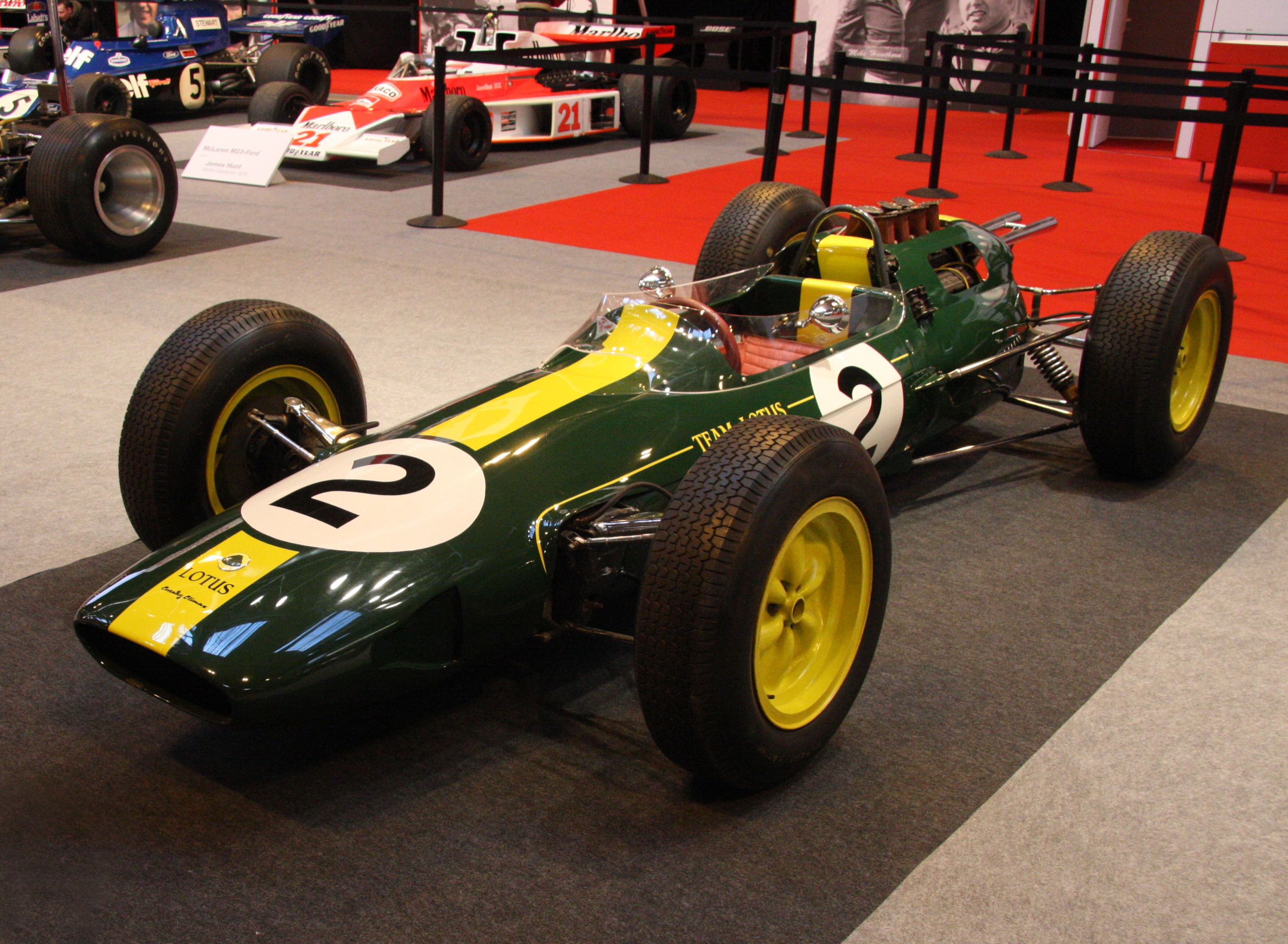
Remontée de la dernière à la troisième place, la Lotus 25, aux mains de Jim Clark, reste la monoplace la plus rapide du plateau.

| Pos  | No | Pilote                  | Écurie         | Tours | Temps/Abandon                  | Grille | Points |
| ---- | -- | ----------------------- | -------------- | ----- | ------------------------------ | ------ | ------ |
| 1    | 1  | Graham Hill             | BRM            | 110   | 2 h 19 min 22 s 1              | 1      | 9      |
| 2    | 2  | Richie Ginther          | BRM            | 110   | 2 h 19 min 56 s 4 (+ 34 s 3)   | 4      | 6      |
| 3    | 8  | Jim Clark               | Lotus-Climax   | 109   | 2 h 20 min 08 s 4 (+ 1 tour)   | 2      | 4      |
| 4    | 5  | Jack Brabham            | Brabham-Climax | 108   | 2 h 20 min 07 s 1 (+ 2 tours)  | 5      | 3      |
| 5    | 24 | Lorenzo Bandini         | Ferrari        | 106   | 2 h 19 min 22 s 6 (+ 4 tours)  | 9      | 2      |
| 6    | 12 | Carel Godin de Beaufort | Porsche        | 99    | 2 h 20 min 22 s 8 (+ 11 tours) | 19     | 1      |
| 7    | 21 | Peter Broeker           | Stebro-Ford    | 88    | 2 h 20 min 34 s 5 (+ 22 tours) | 21     |        |
| 8    | 11 | Jo Bonnier              | Cooper-Climax  | 85    | 2 h 20 min 21 s 8 (+ 25 tours) | 12     |        |
| 9    | 23 | John Surtees            | Ferrari        | 82    | Moteur                         | 3      |        |
| 10   | 16 | Jim Hall                | Lotus-BRM      | 76    | Boîte de vitesses              | 16     |        |
| 11   | 3  | Bruce McLaren           | Cooper-Climax  | 74    | Pompe à essence                | 11     |        |
| Abd. | 14 | Jo Siffert              | Lotus-BRM      | 56    | Boîte de vitesses              | 14     |        |
| Abd. | 4  | Tony Maggs              | Cooper-Climax  | 44    | Allumage                       | 10     |        |
| Abd. | 18 | Rodger Ward             | Lotus-BRM      | 44    | Boîte de vitesses              | 17     |        |
| Abd. | 6  | Dan Gurney              | Brabham-Climax | 42    | Châssis                        | 6      |        |
| Abd. | 10 | Pedro Rodríguez         | Lotus-Climax   | 36    | Moteur                         | 13     |        |
| Abd. | 9  | Trevor Taylor           | Lotus-Climax   | 24    | Panne électrique               | 7      |        |
| Abd. | 17 | Masten Gregory          | Lola-Climax    | 14    | Moteur                         | 8      |        |
| Abd. | 22 | Hap Sharp               | Lotus-BRM      | 6     | Soupape                        | 18     |        |
| Abd. | 25 | Phil Hill               | ATS            | 4     | Pompe à huile                  | 15     |        |
| Abd. | 26 | Giancarlo Baghetti      | ATS            | 0     | Pompe à huile                  | 20     |        |

Légende :
- Abd.=Abandon

### Pole position et record du tour
- Pole position :  Graham Hill en 1 min 13 s 4 (vitesse moyenne : 181,520 km/h). Temps réalisé lors de la journée d'essais du vendredi 4 octobre[1].
- Meilleur tour en course :  Jim Clark en 1 min 14 s 5 (vitesse moyenne : 178,840 km/h) aux cinquantième, cinquante-neuvième et soixante-et-unième tours.

#### Évolution du record du tour en course
Le meilleur tour fut amélioré huit fois au cours de l'épreuve.

### Tours en tête
- Graham Hill : 36 tours (1-6 / 32 / 35 / 83-110)
- John Surtees : 74 tours (7-31 / 33-34 / 36-82)

## Classement général à l'issue de la course
- Attribution des points : 9, 6, 4, 3, 2, 1 respectivement aux six premiers de chaque épreuve.
- Pour la coupe des constructeurs, même barème et seule la voiture la mieux classée de chaque équipe inscrit des points.
- Seuls les six meilleurs résultats sont comptabilisés. Jim Clark doit donc décompter les quatre points acquis aux États-Unis et Richie Ginther les deux points marqués aux Pays-Bas. Chez les constructeurs, Lotus-Climax doit décompter le point acquis à Monaco et les quatre acquis aux États-Unis, et BRM les deux points marqués aux Pays-Bas.
- Troisième du Grand Prix de France sur sa BRM, Graham Hill n'a cependant pas inscrit les quatre points associés, le pilote britannique ayant bénéficié d'une aide extérieure au départ, BRM étant également privé de ces points pour la coupe des constructeurs.
- Le règlement permet aux pilotes de se relayer sur une même voiture, les points éventuellement acquis étant alors perdus pour pilotes et constructeur[1].

| Pos. | Pilote                  | Écurie         | Points  | MON | BEL | NL  | FRA | GBR | ALL | ITA | USA | MEX | AFS |
| ---- | ----------------------- | -------------- | ------- | --- | --- | --- | --- | --- | --- | --- | --- | --- | --- |
| 1    | Jim Clark               | Lotus          | 51 (55) | -   | 9   | 9   | 9   | 9   | 6   | 9   | (4) |     |     |
| 2    | Richie Ginther          | BRM            | 28 (30) | 6   | 3   | (2) | -   | 3   | 4   | 6   | 6   |     |     |
| 3    | Graham Hill             | BRM            | 22      | 9   | -   | -   | -   | 4   | -   | -   | 9   |     |     |
|      | John Surtees            | Ferrari        | 22      | 3   | -   | 4   | -   | 6   | 9   | -   | -   |     |     |
| 5    | Bruce McLaren           | Cooper         | 14      | 4   | 6   | -   | -   | -   | -   | 4   | -   |     |     |
| 6    | Dan Gurney              | Brabham        | 12      | -   | 4   | 6   | 2   | -   | -   | -   | -   |     |     |
| 7    | Tony Maggs              | Cooper         | 9       | 2   | -   | -   | 6   | -   | -   | 1   | -   |     |     |
| 8    | Jack Brabham            | Brabham        | 8       | -   | -   | -   | 3   | -   | -   | 2   | 3   |     |     |
| 9    | Innes Ireland           | BRP            | 6       | -   | -   | 3   | -   | -   | -   | 3   | -   |     |     |
| 10   | Lorenzo Bandini         | BRM & Ferrari¹ | 4       | -   | -   | -   | -   | 2   | -   | -   | 2¹  |     |     |
| 11   | Gerhard Mitter          | Porsche        | 3       | -   | -   | -   | -   | -   | 3   | -   | -   |     |     |
|      | Joakim Bonnier          | Cooper         | 3       | -   | 2   | -   | -   | -   | 1   | -   | -   |     |     |
|      | Jim Hall                | Lotus          | 3       | -   | -   | -   | -   | 1   | 2   | -   | -   |     |     |
| 14   | Carel Godin de Beaufort | Porsche        | 2       | -   | 1   | -   | -   | -   | -   | -   | 1   |     |     |
| 15   | Trevor Taylor           | Lotus          | 1       | 1   | -   | -   | -   | -   | -   | -   | -   |     |     |
|      | Ludovico Scarfiotti     | Ferrari        | 1       | -   | -   | 1   | -   | -   | -   | -   | -   |     |     |
|      | Jo Siffert              | Lotus          | 1       | -   | -   | -   | 1   | -   | -   | -   | -   |     |     |

| Pos. | Écurie         | Points  | MON | BEL | NL  | FRA | GBR | ALL | ITA | USA | MEX | AFS |
| ---- | -------------- | ------- | --- | --- | --- | --- | --- | --- | --- | --- | --- | --- |
| 1    | Lotus-Climax   | 51 (56) | (1) | 9   | 9   | 9   | 9   | 6   | 9   | (4) |     |     |
| 2    | BRM            | 35 (37) | 9   | 3   | (2) | -   | 4   | 4   | 6   | 9   |     |     |
| 3    | Ferrari        | 24      | 3   | -   | 4   | -   | 6   | 9   | -   | 2   |     |     |
| 4    | Cooper-Climax  | 21      | 4   | 6   | -   | 6   | -   | 1   | 4   | -   |     |     |
| 5    | Brabham-Climax | 18      | -   | 4   | 6   | 3   | -   | -   | 2   | 3   |     |     |
| 6    | BRP-BRM        | 6       | -   | -   | 3   | -   | -   | -   | 3   | -   |     |     |
| 7    | Porsche        | 5       | -   | 1   | -   | -   | -   | 3   | -   | 1   |     |     |
| 8    | Lotus-BRM      | 4       | -   | -   | -   | 1   | 1   | 2   | -   | -   |     |     |

## À noter
- 6e victoire en championnat du monde pour Graham Hill.
- 7e victoire en championnat du monde pour BRM en tant que constructeur.
- 7e victoire en championnat du monde pour BRM en tant que motoriste.